# Tembetá

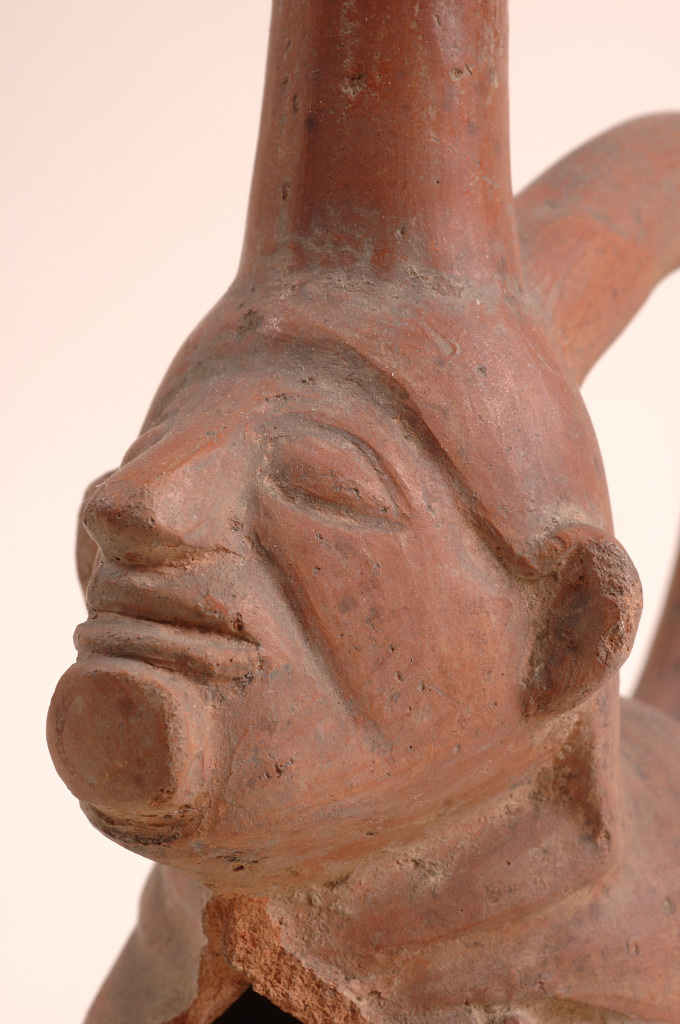
Vaso cerámico con efigie moche mostrando un hombre con un tembetá, Museo de Historia Natural de Valparaíso, Chile.

Tembetá (voz guaraní "tembé": labio, "Ita": piedra. ) o Barbote (en Argentina) es una varilla de metal u otra sustancia que llevan en el labio inferior los miembros de algunas tribus amerindias. Ha sido usado desde el Neolítico por distintos grupos humanos como medio de Modificación corporal y señal de madurez sexual.

## Uso precolombino
Las tembetas, según los primeros estudios de Fernández, tienen su origen en el Planalto brasilero y llegaron a esta zona a través del contacto con las comunidades indígenas guaraní, tupi-guaraní y chiriguanos.

### Importancia antropológica
El Tembetá forma parte de las ceremonias de iniciación marcaban la entrada de los jóvenes a la vida adulta. Luego de estas ceremonias podían casarse y adquirir las responsabilidades de los adultos de su sexo.

### Uso corporal y técnica de colocación
Los varones tenían que colocarse el tembetá, que era un adorno que se colocaba en la parte baja del labio inferior. Debían un agujero con un palito de manera que pudieran colocar el tembetá. Se reunían varios hombres y candidatos y tomaban mucha chicha de maíz (bebida embriagante fermentada como la cerveza). A los jóvenes les servía para adormecerlos y soportar el dolor. Un especialista era el encargado de perforar con una aguja gruesa de madera la parte inferior del labio y colocaba el tembetá que era usado durante toda su vida. Se rezaba mientras duraba esta ceremonia para pedir que el tembetá protegiera a su dueño de la muerte. En realidad era un amuleto muy importante para ellos más que un adorno. Por este motivo se colocaba cerca de la boca, lugar de entrada de las fuerzas maléficas.
Los molles se destacaban por ocupar este singular adorno en su labio inferior. Se fabricaba de piedra, preferentemente de hermosos colores, y consiste de una delgada placa curva, que se amoldaba a las encías y de cuyo centro sobresalía un botón, cilíndrico o puntiagudo que traspasa de a 5 a 7 cm. el labio.

## Distribución geográfica
El tembetá es un rasgo cultural de distribución muy amplia ; ha sido usado entre pueblos de África, Asia y América y muchas veces tenía, aparte de su valor decorativo, un significado social. Ocupaban también pipas de piedra en forma de letra "T" invertida que se compone de dos brazos, unos de ellos perforado y en comunicación con un hornillo central; la mayoría está hecha de piedra talcosa. Los indígenas la usaban comúnmente en sus ritos para fumar algún vegetal con propiedades alucinógenas.

### Indoamérica
El Tembetá , llamado "labrete", caracteriza a todas las tribus guaraníes. El antiguo tembetá guaraní era, según los hallazgos arqueológicos, hecho de cuarzo en forma de una "T", de 10 cm de largo, siempre una insignia de un hombre adulto en todas las ocasiones ceremoniales. El uso del labrete de cuarzo parece ser "una propiedad" de los chamanes y en estrecha correlación con el "ita-verá" (piedra brillante) del mítico "Tupá Overasú", del gran "Tupá de la Tormenta"

### En Chile
Se usó en varias culturas precolombinas. La principal era el Complejo El Molle, que la trajo desde el Planalto de Brasil Las culturas derivadas del Molle fueron la Diaguita, Llolleo y Bato.
En la Cultura Llolleo era cardinal su importancia mientras que en la cultura Bato, en cambio, el tembetá es, de acuerdo a las evidencias disponibles, el “adorno” personal de mayor relevancia, no representando las connotaciones espirituales de Llolleo .

## Diferenciación social
El Tembetá significa protección contra la acción negativa de los "dueños de la naturaleza"; es también el adorno ritual de las "almas que viajan hacia la tierra del más allá"
Todas las tribus culturalmente neolíticas y racialmente amazónides siempre manifestaban un profundo desprecio por los pueblos "que no usaban el labrete".